# تاجدارکفشکان
تاجدارکفشکان (نام علمی: Samaridae) نام یک تیره از راسته کفشک‌ماهی است.